# サンデープレゼント
『サンデープレゼント』（Sunday Present）は、テレビ朝日系列で日曜日の午後の時間帯に放送されている単発特別番組枠の名称である。2017年11月12日から2018年9月30日の間は不定期に放送されていた。
基本的な放送時間は13:55 - 15:20（JST）である。

## 概要
主にバラエティ番組やドキュメンタリーなどを中心に編成する他、不定期でANN系列局制作の単発番組も編成している。かつては後続のスペシャルサンデー枠の放送作品をこの枠で放送する場合もあった。
この番組は基本的には全国ネットで放送されるが、稀にテレビ朝日系列でこれまでに放送された人気バラエティ番組の再放送を編成する場合もあり、各地域でローカル放送となる場合もある。スポーツ中継を編成することもあり、この場合は16:00 - 17:25の枠で放送、もしくは休止となる。なお、2015年4月から2017年3月までは『報道ステーション SUNDAY』が、2018年4月から2020年9月までは『サンデーステーション』がそれぞれ16:30 - 18:00枠が放送されていたことにより、スポーツ中継時は休止となっていた。
本枠名称は基本的に「サンデープレゼント」を使用するが、系列各局では枠名が異なる場合がある。番組内でのタイトル表示は一時期は行っていたが、途中から表示しなくなった。

## 歴史
この番組はもともと16:00 - 17:25の放送で、ネットワークの単発枠であった。1991年4月、それまで日曜日15:00 - 15:54に放送されていた『ザ・テレビ演芸』が終了し 、さらに13:45 - 14:55の『歌謡びんびんハウス』も14:25までに短縮され、空白となった枠（14:30 - 15:55）が新たに単発枠として新設される事になった。テレビ朝日はこの時間と16:00 - 17:25の枠を総合して「日曜ワイド」 と位置付けた。しかし、1994年10月になると日曜正午の番組を12:55まで延長し、『新婚さんいらっしゃい!』『パネルクイズ アタック25』（共に朝日放送〈当時〉制作）はそれぞれ10分繰り下げ、また『歌謡びんびんハウス』の終了で14:00からが空き枠となり、さらに15:25から『まいど!音楽ラスベガス』が開始され、「日曜ワイド」枠が14:00 - 15:25と16:00 - 17:25に分離される。このうち14:00 - 15:25の枠名称が日曜ワイドから『サンデープレゼント』に改められる。翌1995年9月24日に『音楽ラスベガス』が終了すると『日曜ワイド』は15:30 - 17:25に一本化され、その後『スペシャルサンデー』に改題した。
2013年8月からはテレビ朝日のみ、前継番組『アタック25』からステブレ無しで13:53.45から放送（13:53.45 - 13:55が事前予告、13:55 - 15:20が本編）。2014年からはスポーツ中継や編成都合による一部番組は除き、13:55 - 14:00に「まもなくサンデープレゼント」という事前番組を放送後、14:00 - 15:20に本編を放送している。
2015年4月の改編で『スペシャルサンデー』が終了し、本枠がテレビ朝日における日曜午後枠唯一の単発枠となった。
2017年4月の改編で、前月まであった週末ゴールデン・プライム帯の『土曜プライム』『日曜エンターテインメント』の両単発枠が終了し（前者は4月8日まで）、4月9日からは日曜午前10時枠にて『日曜ワイド』が開始されたが、その『日曜ワイド』はサスペンスドラマ枠でありバラエティなどは放送しないことから、2017年9月までは本枠がテレビ朝日系列の全国ネットにおける唯一の単発特番枠であった。
2017年10月22日より、同時間帯において『テンション上がる会?〜地球のことで熱くなれ!〜』（13:55 - 14:40）及び『ロボット旅日本一周〜タカラモノクダサイ〜』（14:40 - 15:20）が放送開始するため、本枠は同年10月以降、不定期放送に移行する。2018年9月30日を以て、『テンション上がる会』の後継である『帰れマンデー見っけ隊!! 特別編』と、『ロボット旅日本一周』が終了したのに伴い、1年振りに通常放送が復活した。

## ラインナップ

### バラエティ
- 路線バスで寄り道の旅特別編（15:25からのレギュラー放送枠を含め、16:30まで放送。単発：2013年3月3日 - 2015年3月1日）
- M-1グランプリ敗者復活戦（ - 2010年、2015年 - 、毎年12月）※生放送
- 極上!旅のススメ※レギュラー終了後の特番

など

### 旅・紀行
- 羽鳥×指原ご当地!推しメシツアー（九州朝日放送制作）

### 報道・ドキュメンタリー・教養
- 黒柳徹子のユニセフ報告
- 池上彰のリニア新幹線シリーズ（静岡朝日テレビ制作）（毎年1月下旬から2月中旬頃）

### ドラマ
（現在はなし）

### スポーツ
- スーパーベースボール（プロ野球中継）
- サッカー日本代表応援特番（不定期、FIFAワールドカップ開催時など）
- 世界水泳関連特番（2年おき）
- フィギュアスケートグランプリシリーズ関連番組（毎年冬季）
- 資生堂 レディスオープン（毎年夏季）

### その他
- 映画公開記念特番（不定期）

### 放送終了した番組

#### テレビ朝日
バラエティ
- 豪邸珍邸こだわりの家 自慢の我が家大公開（2002年 - ）
  - 珍邸を探せ!仰天ハウス探偵団 - ウェイバックマシン（2013年5月9日アーカイブ分）（2013年4月14日）
- 季節の変わり目に達人が教える!カラダいたわりレシピ - ウェイバックマシン（2010年9月8日アーカイブ分）（毎年春・秋）
- ネーミング解明バラエティ ユライの王国 - ウェイバックマシン（2011年3月22日アーカイブ分）
- 値段当てバトル BUKKA - ウェイバックマシン（2012年1月9日アーカイブ分）
- ネオバラ祭り
- 徹子の部屋コンサート
- お笑い芸人と東日本大震災〜よしもとあおぞら花月〜（2012年1月22日）
- 復活!100万円クイズハンター2012（2012年9月23日）
- くくると世界が見えてくる新学問バラエティー スイッチ文明（2012年10月21日）
- ザ・ラストショー〜エンディング図鑑〜（2012年12月16日）[1]
- 爆笑プラスワンショー - ウェイバックマシン（2013年5月9日アーカイブ分）（2013年4月7日）
- 生産者の顔が見える食材大賞 - ウェイバックマシン（2013年6月7日アーカイブ分）（2013年5月19日）
- ハナタレナックスEX（HTB制作、2015年 - 2019年、毎年2月）

旅・紀行
- 志村けんシリーズ
  - 志村けんの激ウマ列島ふれあい旅
  - 志村けんの南国美女探し
  - 志村けん聞録（2016年 - 2019年、毎年7月または8月）
- 高島ファミリーが行く!シリーズ
- 浅野ゆう子の仰天グルメ旅シリーズ（浅野ゆう子出演、年1回）
- 極上グルメツアーシリーズ
- 激走!スーパートラックの旅シリーズ（山本太郎出演、年1回）
- 石原良純プロデュース 日本再発見!おとなの旅人
- ちい散歩スペシャル 秋の京都ぶらり新発見!（2011年12月25日）
- 沿線×湯めぐりの旅 - ウェイバックマシン（2013年5月1日アーカイブ分）（2013年4月28日）
- 海のごちそう食べ尽くせ!市場めし港ごはん - ウェイバックマシン（2013年9月16日アーカイブ分）（2013年6月9日）
- 東京発 1万円以下 激安すぎる!パックツアー - ウェイバックマシン（2013年6月26日アーカイブ分）（2013年6月23日）
- 石ちゃん&振分親方のご当地グルメとりわけ旅（石塚英彦・振分親方出演）
- 一泊二日で五運成就!? よくばり開運ツアー（えなりかずき・金谷俊一郎出演）

ドキュメンタリー・教養
- エプソンスペシャル 地球の歩き方
- 大正製薬Human Scienceスペシャル（年1回、毎年11月）
- つながろう!ニッポン（東日本大震災関連）
- 全国小学生集団行動発表会（2014年1月26日）[注 17][2]
- ザ・スクープSPECIAL（毎年8月）

ドラマ
- 文芸社ドラマスペシャル（年1作品、毎年2月）
- 奇跡のバックホーム（朝日放送テレビ制作、2022年3月13日、2023年8月6日[注 18]）

スポーツ
- 小学生クラス対抗30人31脚全国大会参加校募集スペシャル（ - 2009年、毎年5月）
- ナンバーワン 元気が出るスポーツ伝説 - ウェイバックマシン（2015年2月15日アーカイブ分）
- 社会福祉大相撲

音楽・芸能
- ゴールデン・アロー賞授賞式（毎年3月。現在は終了）
- 全国童謡歌唱コンクールスペシャル（ - 2000年、現在はBS朝日にて放送）
- 全日本国民的美少女コンテスト[3]
- コカ・コーラspecial 仲間と踊ってロンドンへ行こう!MY BEAT CONTEST全国大会（2012年7月8日）[注 19]

他多数

#### 系列局
北海道テレビ（HTB)
- 人間ビジョンスペシャル（1992年 - 2005年、毎年2月）
- 旭山動物園日記シリーズ（2007年 - 2013年、毎年2月）
- ハナタレナックスEX（2015年 - 2019年、毎年2月）[4]

東日本放送（KHB）
- おしゃべりグルメ旅（2009年）
  - 冬の味覚満載!家族を守る幸せグルメin東北（2011年1月16日）[注 20]

新潟テレビ21（NT21、現：UX）
- 心はいつもノーサイド〜北島忠治90歳〜（1992年2月9日）
- 語り継がれゆくもの〜柏崎・綾子舞幻想行〜（1994年3月6日）
- 鼓童〜地球を一本のロープでつなぐものたち〜（1999年2月28日）

長野朝日放送（abn）
- 長野朝日放送開局20周年記念特別番組 キッセイ薬品スペシャル 安曇野わんぱく日和 〜槍ヶ岳に挑む・湧水に遊ぶ・田園列車の旅〜（2011年5月29日）[5]

静岡朝日テレビ（SATV）
- 戦国サバイバル 家康に学べ!人生大逆転の極意（2015年2月22日）[6]

メ〜テレ
- 韓国のあるコトないコト〜最新クチコミ10連発!現地でウラドリツアー〜（2012年5月13日）[7]
- メ〜テレ50周年特別番組 子どもが憧れの有名人に本気インタビュー!（2012年9月30日）

朝日放送（ABC、現：朝日放送テレビ）
- 上沼恵美子のおしゃべりクッキング15周年SP 芸能人&シェフ 夢の競演!〜世界一のカレーを目指せ!〜（2011年1月30日）[8]

瀬戸内海放送（KSB）
- 見習い警察犬 きな子最後の挑戦!? 〜迷犬と訓練士たちの2000日に密着〜（2011年2月20日）

広島ホームテレビ（HOME）
- 広島ホームテレビ開局40周年記念 海の世界遺産を守りたい（2011年3月6日）

九州朝日放送（KBC）
- 紳助・徳光の一枚の写真（2010年2月28日、2011年2月27日）[9][注 21]
  - 涙と笑いの瞬間バラエティ 一枚の写真〜カメラがとらえたホントの話〜（2012年3月4日）
- あっぱれ!ニッポン国民遺産
- 前川清の笑顔まんてんタビ好キ ～南国・沖縄 離島のタビ～(2016年10月2日）[10]

琉球朝日放送（QAB）
- 琉球朝日放送開局10周年特別番組 おきなわ彩りの詩〜未来に伝えたい“島人ぬ宝”〜（2005年2月6日）

他多数

## 備考
- 放送番組によっては本枠とスペシャルサンデー枠（15:30 - 17:25）を統合して編成する場合があった[注 72]。その場合、前半である本枠のみ全国ネットで放送し、後半（スペシャルサンデー枠）はローカル放送となっていた。